# Veerdienst 3 (schip, 1899)
De Veerdienst 3 is een 19e-eeuwse voormalige veerboot die door een stichting varend wordt gehouden.

## Geschiedenis
Het schip is in 1899 als stoomschip gebouwd door de scheepswerf van Gips aan de Lijnbaan te Dordrecht voor het voormalig Gemeentelijk Vervoerbedrijf Dordrecht. Tot 1910 ging het schip met voor rijtuigen een platte sleeppont varen tussen Dordrecht en Papendrecht. Vervolgens, van 1910 tot 1929, heeft het schip dienstgedaan als pont tussen Wieldrecht en 's-Gravendeel, net als de Papendrechtse pont alleen voor voetgangers en fietsers.
Hierna werd het schip in eerste instantie uit de vaart genomen en in de Nieuwe Haven te Dordrecht afgemeerd. Later werd het gebruikt als sleepboot, ijsbreker en, nadat er een brandblusinstallatie aangebracht was, als blusboot. Ook werden er tochten gemaakt met het gemeentebestuur, de brandweer en belangrijke gasten van de stad.
In 1938 is de Veerdienst 3 bij Scheepswerf Koopman aan de Lijnbaan omgebouwd tot motorschip om vervolgens dienst te doen bij representatieve activiteiten van de Gemeente Dordrecht. Menigmaal, vanaf 1960 zeventien maal, is de Veerdienst 3 uitgevaren om branden te blussen. Een zevental daarvan kon men zeker spectaculair noemen.
Wonder boven wonder is het schip de oorlog van 1940-1945 goed doorgekomen, waarschijnlijk door zijn functie als blusboot. In 1945 werd het schip gemoderniseerd. Door de bezuinigingen begin jaren 80 ging de Veerdienst 3 bijna verloren voor de stad, de Gemeente wilde het in 1983 afstoten. Gelukkig waren er in Dordrecht mensen, die dit onaanvaardbaar vonden en die dan ook actie ondernamen. Een en ander resulteerde in de oprichting van de Stichting Veerdienst 3. Deze stichting heeft met vrijwilligers het schip onder handen genomen en opgeknapt. De stichting houdt het schip in de vaart door het te verhuren.

## Stichting
De Gemeente Dordrecht was eigenaar van het schip, maar had het beheer ondergebracht in de Stichting Veerdienst 3. Er zijn binnen de stichting ongeveer twaalf mensen, die zich voor de Veerdienst 3 inzetten, vijf om het schip varende te houden en zeven mensen behartigen allerlei andere zaken zoals public relations, administratie, financiën enz.
De stichting ontving geen subsidie maar had wel enkele sponsors. Samen met de opbrengst van de vaartochten, die van april tot oktober worden gehouden, zorgde dit ervoor, dat de stichting geen verlies leed.
Woensdag 4 juli 2018 werd het schip door de gemeente officieel in eigendom overgedragen aan Stichting De Binnenvaart. De Vereniging De Binnenvaart beheert het schip, dat sindsdien de naam Veerdienst 3 draagt, met ongeveer 20 vrijwilligers. Het vormt daarmee een van de historische binnenvaartschepen, die binnen de Stichting Leefwerf De Biesbosch een plaats krijgt bij de voormalige scheepswerf De Biesbosch.

## Algemene kenmerken
- Lengte: 18,16 meter
- Breedte: 5,03 meter
- Holte = 1,90 meter
- Diepgang voor: 0,40 meter
- Diepgang achter: 1,55 meter
- Laadvermogen: 21 ton
- Passagierscapaciteit: 35 personen
- Bemanning: 3 personen
- Snelheid: 12 tot 15 km per uur

Van oorsprong een stoomschip, nu een motorschip
- Motor: Bolnes 3 H.S. 210
- Bouwjaar 1e motor: circa 1933
- Bouwjaar 2e motor: onbekend
- Aantal cilinders: 3
- Soort: tweetaktdieselmotor met voorkamerontsteking
- Vermogen: 120 pk
- Toerental: max. 450 omw/min
- Lichtaggregaat: 220 volt
- Brandstof: lichte diesel, olie
- Dagtankinhoud: 100 liter
- Voorraadtank: 560 liter
- Smeerolieverbruik: ¼ liter per uur
- Capaciteit brandspuit: 2000 liter per minuut verdeeld over een waterkanon en zes slangen
- Reikwijdte: ca. 65 meter